# Rugbi als Jocs Olímpics d'Estiu de 1900
El rugbi fou un dels esports inclosos als Jocs Olímpics d'Estiu de 1900.
Els partits es disputaren el 14 d'octubre i el 28 d'octubre. 47 atletes de tres països (França, Gran Bretanya i Alemanya) hi van competir. Només es disputaren dos partits, on França s'enfrontà a Alemanya i Gran Bretanya, guanyant els dos partits. No es disputà cap partit per la segona posició.

## Resultats
| Data         | Vencedor | Marcador | Perdedor |
| ------------ | -------- | -------- | -------- |
| 14 d'octubre | França   | 27-17    | Alemanya |

| Data         | Vencedor | Marcador | Perdedor   |
| ------------ | -------- | -------- | ---------- |
| 28 d'octubre | França   | 27-8     | Regne Unit |

## Resum de medalles
| Prova | Or     | Argent                | Bronze      |
| Rugbi | França | Alemanya · Regne Unit | no s'atorgà |

## Medaller
| Posició | País       | Or | Argent | Bronze | Total |
| 1       | França     | 1  | 0      | 0      | 1     |
| 2       | Regne Unit | 0  | 1      | 0      | 1     |
| 2       | Alemanya   | 0  | 1      | 0      | 1     |

## Participants
| França - Wladimir Aïtoff - A. Albert - Léon Binoche - Jean Collas - Jean-Guy Gauthier - Auguste Giroux - Charles Gondouin - Constantin Henriquez - J. Hervé - Victor Larchandet - Hubert Lefèbvre - Joseph Olivier - Alexandre Pharamond - Frantz Reichel - André Rischmann - Albert Roosevelt - Emile Sarrade | Alemanya - Albert Amrhein - Hugo Betting - Jacob Herrmann - Willy Hofmeister - Hermann Kreuzer - Arnold Landvoigt - Hans Latscha - Erich Ludwig - Richard Ludwig - Fritz Müller - Eduard Poppe - Heinrich Reitz - August Schmierer - Adolf Stockhausen - Georg Wenderoth | Gran Bretanya - F. C. Bayliss - J. Henry Birtles - James Cantion - Arthur Darby - Clement Deykin - L. Hood - M. L. Logan - H. A. Loveitt - Herbert Nicol - V. Smith - M. W. Talbot - Joseph Wallis - Claude Whittindale - Raymond Whittindale - Francis Wilson |